# Karl Kress von Kressenstein

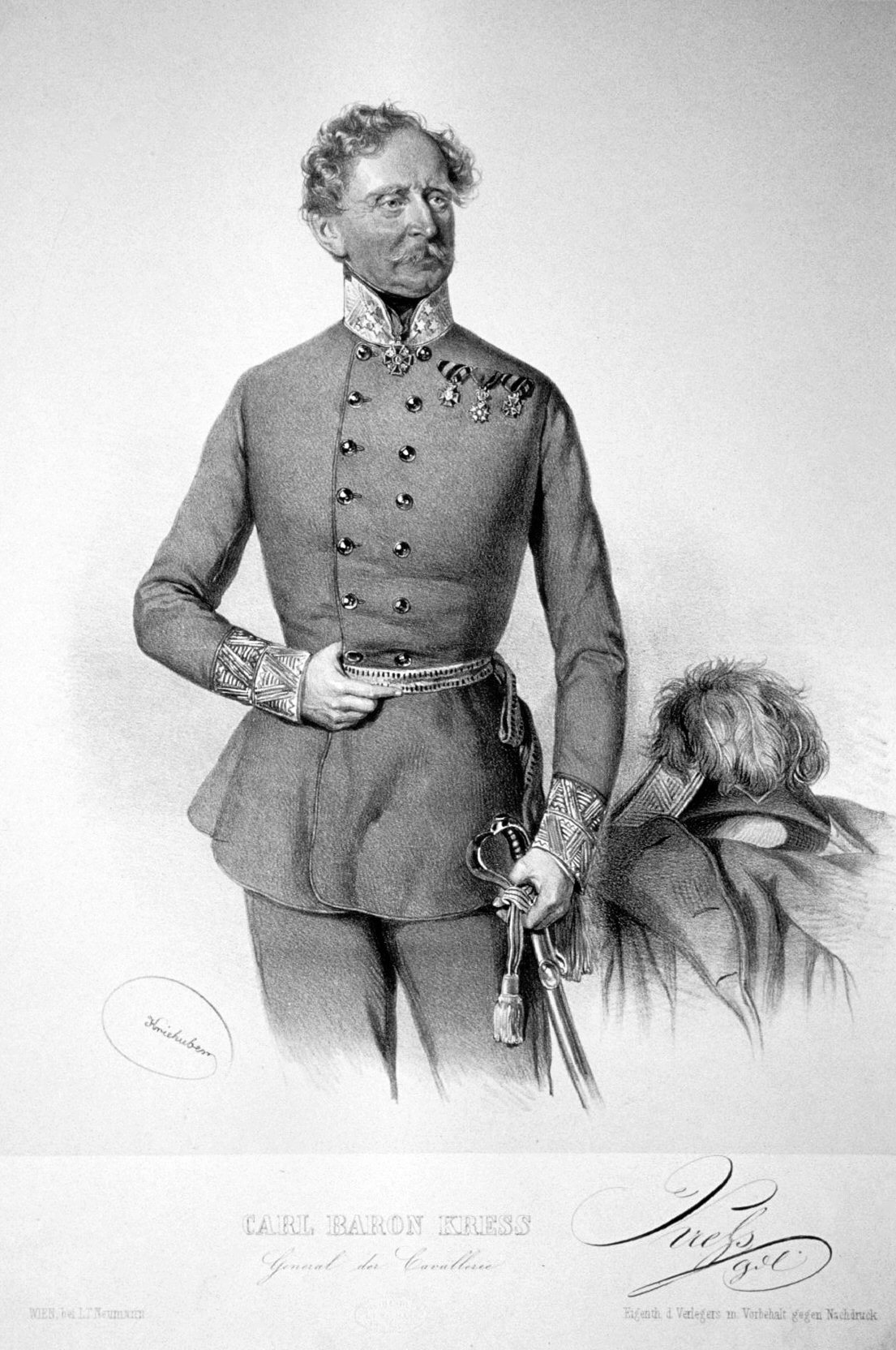
Karl Freiherr Kress von Kressenstein

Christoph Karl Jakob Freiherr Kress von Kressenstein, auch Kreß von Kressenstein, (* 21. März 1781 in Nürnberg; † 26. Januar 1856 in Wien) war ein k. k. Wirklicher Kämmerer, Geheimer Rat, General der Kavallerie, Festungskommandant, Generalinspektor der Zentral-Equitation und zweiter Inhaber des Ulanen-Regiments Nr. 11.

## Herkunft und Familie
Karl Kreß von Kressenstein entstammte einem alten, ursprünglich böhmischen Geschlecht, dessen zwischen Eger und Asch gelegenes Stammhaus nicht mehr existiert. Es zählte sodann zu den Nürnberger Patrizierfamilien (1291) und wurde geadelt. Mehrere Glieder der Familie machten sich um das Kaiserhaus verdient.
Er war der Sohn des großhessisch herzoglichen Kammerherren Johann Georg Friedrich (1750–1835) und der Maria Hedwig Haller von Hallerstein (* 12. Juni 1753; † 8. Mai 1784) und vermählte sich am 16. Februar 1822 mit Leopoldine Gräfin Zichy von Zich und Vasonykeö (* 16. Februar 1800; † 24. Dezember 1872 in Algier). Das Ehepaar hatte eine Tochter, Leontine (* 16. November 1822 in Pressburg; † 10. April 1907 in Wien), die Othmar Maria Johannes Graf von Khevenhüller-Metsch (* 1. November 1819 in Sankt Pölten; † 23. Mai 1890 in Teplitz) heiratete.

## Biographie

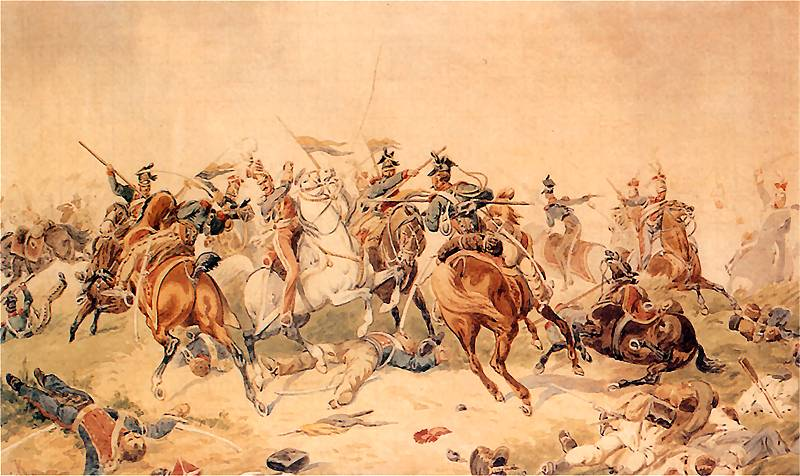
Schlacht bei Wagram

Kreß trat 16-jährig am 29. März 1797 in das österreichische Infanterie-Regiment Nr. 56 ein, wurde am 22. Oktober 1798 wegen seines vorbildlichen Verhaltens beim Eklat des damaligen französischen Botschafters Bernadotte in Wien zum Fähnrich. Anno 1799 zum Unterleutnant im 3. Kürassier-Regiment befördert, machte er fortan alle Feldzüge mit. Im Jahr 1805 bereits Rittmeister wurde er bei Wertingen verwundet, gefangen genommen, nach Frankreich verbracht und erst am 16. April 1806 ranzioniert. Nach seiner Rückkehr wurde er zum Ulanenregiment Nr. 3 transferiert. Er wohnte dem Feldzug 1809 bei, wo er sich bei mehreren Gefechten, vor allem in der Schlacht bei Wagram auszeichnete und wurde 1810 zweiter Kommandant der Zentral-Militär-Equitation.
Nach seiner Beförderung zum Major 1811 wechselte sein Betätigungsfeld ständig: 1813 in der Armee, 1814 wieder in der Reitschule, 1815 als Oberstleutnant Generalstabschef der Hauptarmee unter Graf Radetzky, nach dem Frieden zur Equitation in Wiener Neustadt zurück, trat 1818 aber auf eigenen Wunsch wieder in sein Regiment ein. Er wurde am 20. Juli 1820 Oberst und Regimentskommandant desselben.
Am 26. August 1830 (Rang vom 3. September des Jahres) avancierte Kress zum Generalmajor und Brigadier in Güns, rückte am 29. Mai 1837 zum Feldmarschallleutnant und Divisionär vor, war 1844 Festungskommandant von Theresienstadt, sodann 1845 zu Ofen.

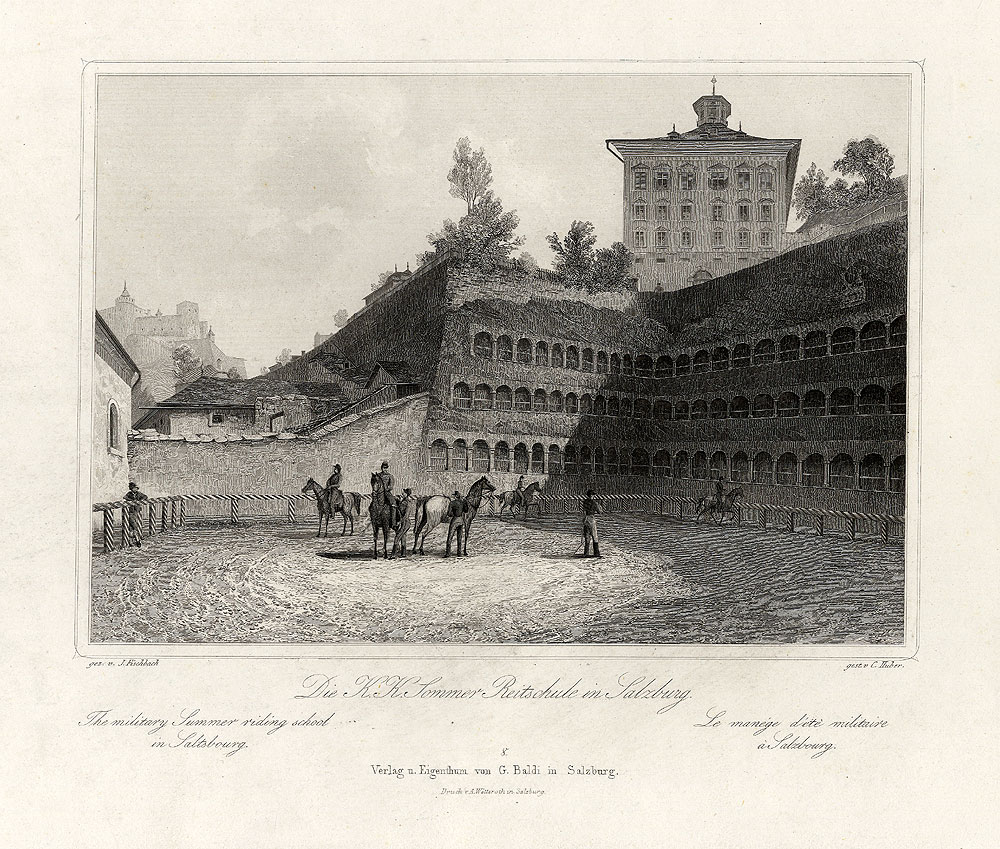
k. k. Sommer-Reitschule in Salzburg

Um sein geschwächtes Gehör zu heilen, begab sich der Divisionär 1847 nach Wien, wo ihn die Behandlung mehrere Monate hindurch an der Rückkehr hinderte, Indes brach die 1848-er Revolution in Ungarn aus, doch war der General aus oben erwähntem Grund verhindert, sein Festungskommando wieder zu übernehmen, konnte aber deswegen auch nicht bei der aktiven Armee verwendet werden. Er musste seine künftige Bestimmung in Wien abwarten. Im folgenden Jahre berief ihn Feldmarschall Fürst von Windisch-Grätz nach Ofen und bestimmte ihn zum Generalinspektor bei der Zentral-Equitation in Salzburg. Karl fühlte sich in dieser, seiner Neigung und seinen Kenntnissen zusagenden Stellung sowie durch empfangene Beweise der allerhöchsten Zufriedenheit, ganz glücklich. Wenige Monate darauf wurde er jedoch, wahrscheinlich wegen einer dem Institut zugedachten neuen Organisation (der General hatte nämlich sein siebenzigstes Lebensjahr erreicht und seine Harthörigkeit bedeutend zugenommen), mit Beibelassung seiner Funktionszulage, unter Bezeugung der Allerhöchsten Zufriedenheit im Jahre I850, nach ununterbrochenen 53 Dienstjahren, in den Pensionstand übernommen.

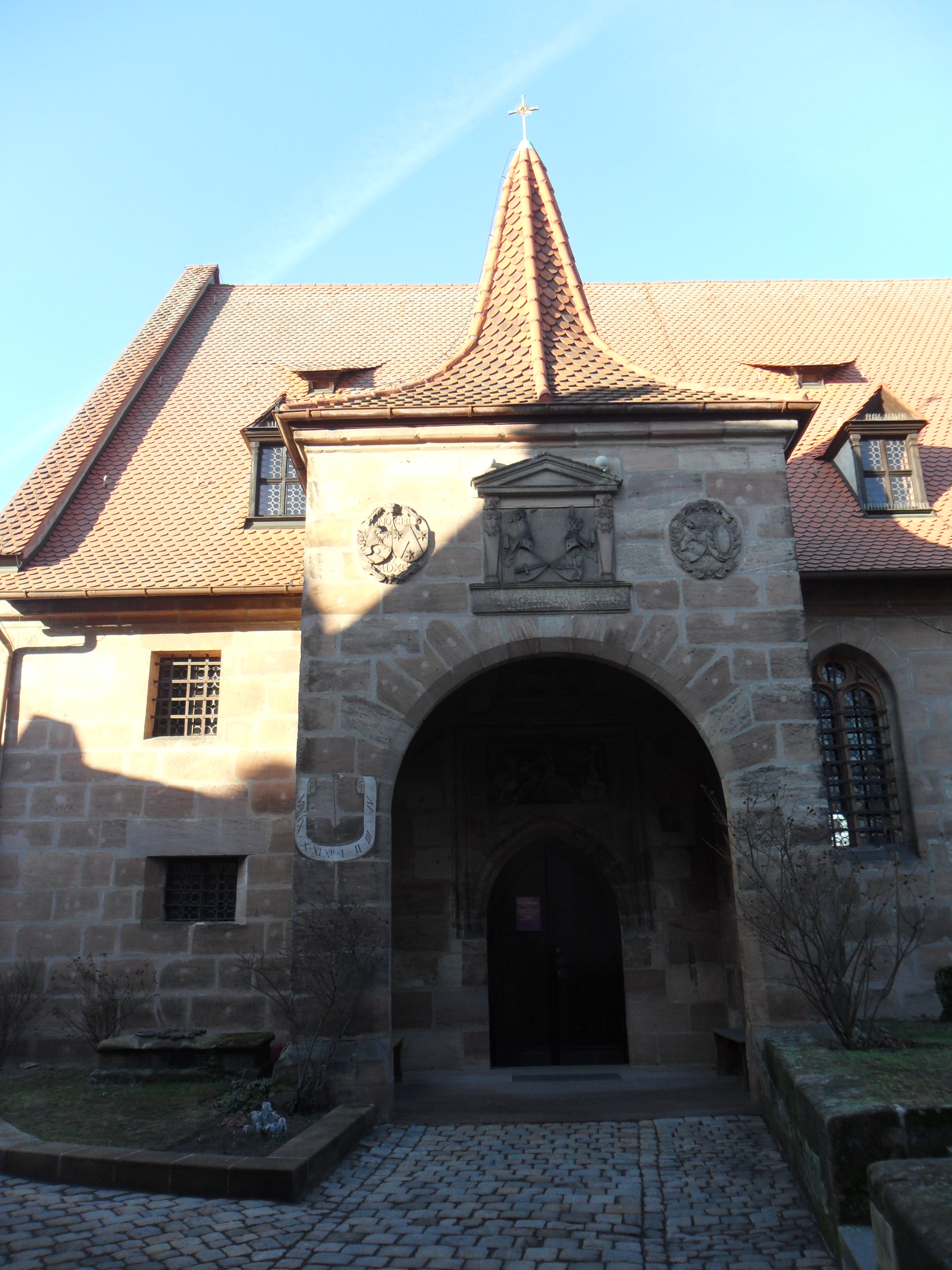
Wehrkirche St. Georg, Kraftshof

Bald darauf wurde ihm die Geheimratswürde und am 10. Januar 1851 der Charakter eines Generals der Kavallerie verliehen. Der Freiherr wurde im Laufe seiner Karriere auch zum kaiserlichen Wirklichen Kämmerer und Oberst-Inhaber des Ulanen-Regiments Kaiser Alexander von Russland Nr. 11 ernannt, war unter anderem Träger des Großkreuzes des kaiserlich königlichen Ordens vom Weißen Adler, des russisch-kaiserlichen St. Annen-Ordens zweiter Klasse und des Ritterkreuzes des königlich französischen Militär-St.-Ludwig-Ordens.  Zu seiner Beerdigung rückten vier Bataillone Infanterie, zwei Divisionen Kavallerie und zwei Batterien aus. Die Einsegnung des Leichnams erfolgte nach evangelischem Ritus. Das Militär nahm die Aufstellung am Graben und am Josephsplatz und feuerte die Geschütz- und Musketensalven am Glacis ab.
Der Herr auf Kraftshof und Röthenbach bei Sankt Wolfgang im Königreich Bayern war ein anerkannt guter Reiter und Pferdekenner und erwarb sich Verdienste um das Kavalleriewesen in der kaiserlichen Armee, teils durch Heranbildung tüchtiger Reiter, teils durch Einführung einer angemesseneren Behandlung der Pferde. Seine diesbezüglich gesammelten Erfahrungen veröffentlichte er in dem Buch „Der Reiter und sein Pferd. Ein kavalleristisches Fragment“.

## Werk
- Der Reiter und sein Pferd. Ein kavalleristisches Fragment, Verlag Carl Gerold, Wien 1848, 108 S., mit sechs zusätzlich eingebundenen lithographischen Tafeln mit 12 Abbildungen